# Coyote Ugly
Coyote Ugly er en romantisk komedie/dramafilm udgivet i august 2000. Filmen foregår i New York, og er baseret på Coyote Ugly Saloon. Hovedrollerne spilles af Piper Perabo og Adam Garcia. Den blev instrueret af David McNally og er skrevet af Gina Wendkos.

## Handling
Violet Sanford (Piper Perabo) er en sangskriver, der stræber efter en professionel karriere, forlader hjemmet og sin far Bill Sanford (John Goodman) for at følge sin drøm i New York City. Mens hun forsøger, uden held, at få sit demobånd hørt af et musikstudie, møder hun en gruppe bartendere i en lokal bar kaldet Coyote Ugly. Hun bliver hyret af ejeren Lil (Maria Bello) og må lære at synge, danse og optræde foran en stor folkemængde. Kevin O'Donnell (Adam Garcia) forsøger at hjælpe hende af med hendes sceneskræk, og undervejs i processen forelsker de to sig.

## Medvirkende
- Piper Perabo som Violet Sanford
- Adam Garcia som Kevin O'Donnell
- Maria Bello som Lil
- Melanie Lynskey som Gloria
- John Goodman som Bill Sanford
- Izabella Miko som Cammie
- Tyra Banks som Zoe
- Bridget Moynahan som Rachel
- Del Pentecost som udsmideren Lou
- Michael Weston som Danny
- LeAnn Rimes som sig selv